# Ernest Mottier
Ernest Mottier (Château-d’Oex, Vaud kanton, 1891. április 16. – Château-d’Oex, 1968. augusztus 16.) svájci jégkorongozó, olimpikon.

## Sportpályafutása
Az 1924. évi téli olimpiai játékokon a svájci válogatottal játszott a jégkorongtornán. Első mérkőzésükön a svédek ellen kikaptak 9–0-ra. Ezután a kanadaiaktól egy megsemmisítő 33–0-s vereség jött, majd az utolsó csoportmérkőzésen a csehszlovákoktól is kikaptak 11–2-re, így az utolsó, 8. helyen végeztek. Mind a három mérkőzésen játszott, de nem szerzett gólt.
A Hockey Club Château-d'Oex volt a klubcsapata, amely 1922-ben és 1924-ben országos bajnok volt Svájcban.